# Gwen Ifill
Pour les articles homonymes, voir Ifill.
Gwendolyn L. Ifill, dite Gwen Ifill, née le 29 septembre 1955 et morte le 14 novembre 2016, est une journaliste américaine, lauréate du prix Peabody. 
Elle est notamment connue pour avoir présenté Washington Week (en) de 1999 à 2016, PBS NewsHour, journal télévisé du soir du réseau de télévision public américain PBS, de 2013 à 2016, ainsi qu'avoir modéré divers débats relatifs aux élections présidentielles américaines, dont les débats de vice-président des États-Unis de 2004 et 2008.